# Kněžmost

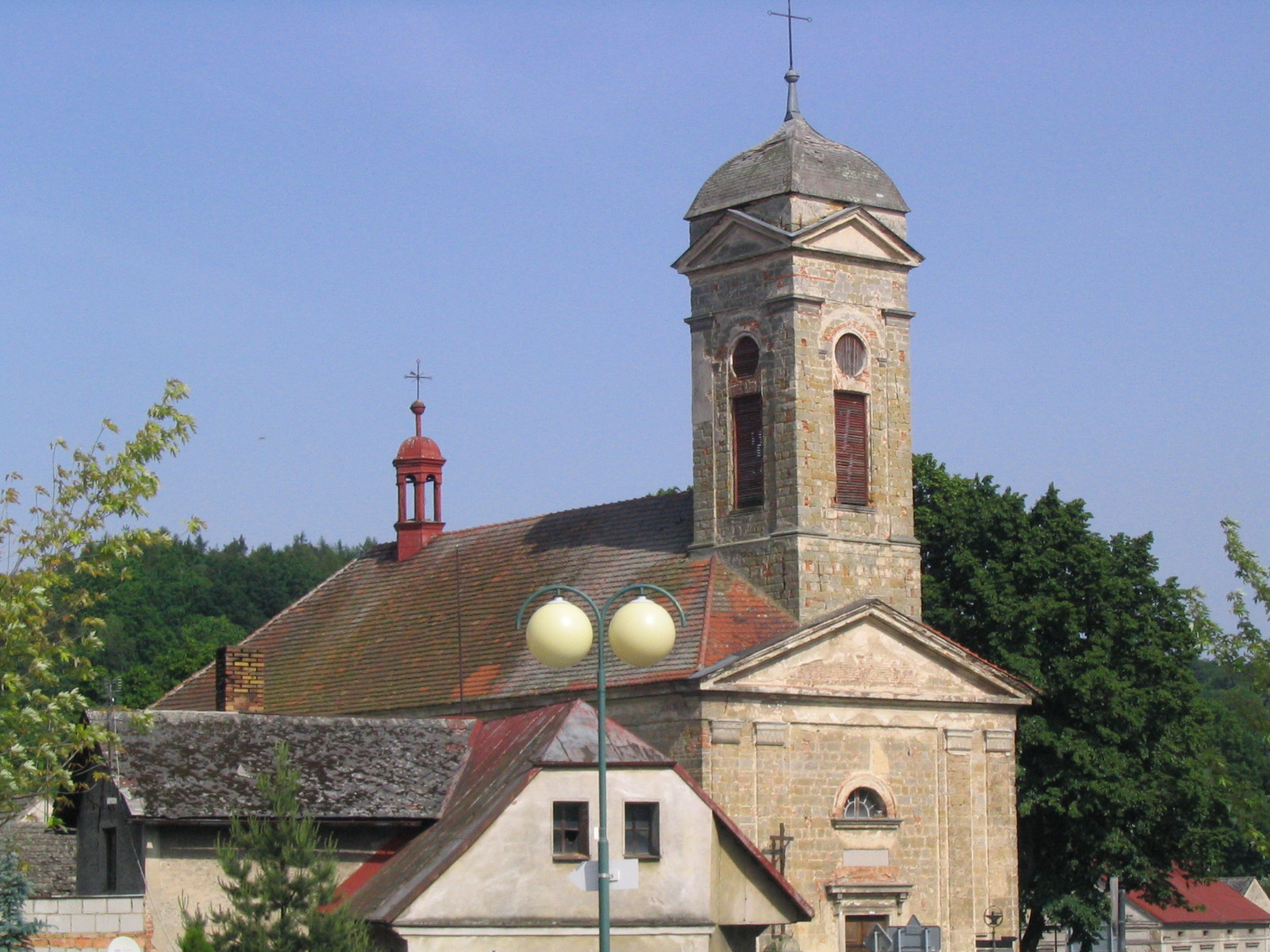
Pfarrkirche des Hl. Franz von Assisi in Kněžmost

 Kněžmost  (deutsch: Fürstenbruck, auch Fürstinbruck) ist eine Gemeinde am südlichen Rand des böhmischen Paradieses im Okres Mladá Boleslav, Tschechien. Zu ihr gehören neben dem ehemaligen Marktflecken namens Kněžmost 14 umliegende Dörfer.

## Geografie
Der Flecken Kněžmost liegt an der Landstraße 268, etwa 6 Kilometer von Mnichovo Hradiště und 10 Kilometer von Sobotka entfernt. Nördlich der Straße beginnt das bewaldete Schutzgebiet des böhmischen Paradieses. Die Siedlungen sind in der offenen Landschaft im Tal des Baches Kněžmostka verteilt, der im 6 Kilometer entfernten Bakov in die Jizera mündet.

## Geschichte
Die Siedlung Kněžmost entstand an einer Zollbrücke, auf der ein alter Handelsweg von Mělník nach Jičín die sumpfige Niederung des Baches Kněžmostka überquerte. Die Zollstation wurde 1316 erstmals erwähnt. Das älteste schriftliche Zeugnis über den Ort selbst stammt von 1380. In diesem Jahr kaufte Ctibor Valečovský von Valečov einen Teil der Grundherrschaft. Bereits 1408 wurde Kněžmost als Städtchen bezeichnet. Die eigentliche Verleihung der Stadtrechte erreichte erst Vaněk von Valečov in der Mitte des 15. Jahrhunderts. In dieser Zeit entstand auch unweit des Ortes die Burg Valečov, die als Familiensitz der Herren von Valečov diente. Zeitweise führte das Geschlecht auch den Namenszusatz „von Kněžmost“.
1468 brannte die Stadt während eines Einfalls der Hussitenheere vollständig nieder, wurde jedoch noch im 15. Jahrhundert wieder aufgebaut. 1481 verkauften die Herren von Valečov die Herrschaft. Die Besitzer wechselten während der folgenden Jahrzehnte schnell und das Gebiet wurde mehrfach aufgeteilt. 1654 ging es in dem Herrschaftsgebiet der Waldstein auf, zu dem es anschließend jahrhundertelang gehörte.
Heute ist Kněžmost ein lokales Zentrum für die 14 eingemeindeten Siedlungen. Haupteinnahmequelle ist der Tourismus. Auf dem Gemeindegebiet haben sich auch einige Zulieferer für das Škoda-Werk im nahen Mladá Boleslav angesiedelt. Im Dorf Úhelnice betreibt Škoda eine kleine Teststrecke.

## Ortsteile
Zur Gemeinde Kněžmost gehören neben dem Ort selbst die Dörfer Býčina, Čížovka, Drhleny, Chlumín, Koprník, Lítkovice, Malobratřice, Násedlnice, Solec, Soleček, Srbsko, Suhrovice, Úhelnice und Žantov.

## Sehenswürdigkeiten
- Auf dem Marktplatz von Kněžmost steht die Pfarrkirche des Hl. Franz von Assisi. Der Empire-Bau wurde zwischen 1838 und 1843 errichtet.
- Der Ort ist ein beliebter Startpunkt für Radtouren und Wanderungen zu den kulturellen und landschaftlichen Denkmälern des Böhmischen Paradieses.
- Die Ruine der Burg Valečov liegt etwa 3 Kilometer nordwestlich von Kněžmost auf dem Gebiet der Nachbargemeinde Boseň.
- In den Dörfern Solec und Soleček befinden sich Überreste zweier mittelalterlicher Burgen. Sie sind nur noch als Relief in der Landschaft wahrnehmbar.
- Neben dem Freibad in Kněžmost selbst bietet der Teich Komárovský rybník im benachbarten Branžež Möglichkeiten zum Baden und Fischen.